# Соляников, Анатолий Данилович
Анатолий Данилович Соляников (бел. Анатоль Данілавіч Саля́нікаў; 19 июля 1919 — 8 сентября 2010) — майор Советской Армии, участник Великой Отечественной войны, Герой Советского Союза (1944). Почётный гражданин Орши.

## Биография
Анатолий Соляников родился 19 июля 1919 года в деревне Чурилово (ныне — Оршанский район Витебской области Беларуси). После окончания средней школы работал инспектором Оршанского райземотдела. В январе 1941 года Соляников был призван на службу в Рабоче-крестьянскую Красную Армию. В 1942 году он окончил Энгельсскую военную авиационную школу пилотов. С ноября того же года — на фронтах Великой Отечественной войны. В боях два раза был ранен.
К апрелю 1944 года старший лейтенант Анатолий Соляников командовал эскадрильей 810-го штурмового авиаполка 225-й штурмовой авиадивизии 15-й воздушной армии 2-го Прибалтийского фронта. К тому времени он совершил 86 боевых вылетов на воздушную разведку и штурмовку скоплений боевой техники и живой силы противника, нанеся ему большие потери.
Указом Президиума Верховного Совета СССР от 19 августа 1944 года за «образцовое выполнение боевых заданий командования на фронте борьбы с немецкими захватчиками и проявленные при этом мужество и героизм» старший лейтенант Анатолий Соляников был удостоен высокого звания Героя Советского Союза с вручением ордена Ленина и медали «Золотая Звезда» за номером 7798.
В сентябре 1944 года Соляников был сбит над вражеской территорией и попал в немецкий плен. В марте 1945 года он был освобождён. В 1946 году в звании майора Соляников был уволен в запас. Проживал и работал в Орше.
Умер 8 сентября 2010 года.

## Награды
Был также награждён двумя орденами Красного Знамени, орденом Александра Невского, двумя орденами Отечественной войны I степени, рядом медалей.
15 апреля 1999 года Указом Президента Республики Беларусь был награждён Орденом «За службу Родине» III степени.

## Память
- В честь А. Д. Соляникова носит имя одна из улиц Орши.
- Экспонаты, посвящённые А. Д. Соляникову, в музее "История родной деревни" в д. Борздовка Оршанского района.
- Стела в честь А. Д. Соляникова на Аллее Героев войны — уроженцев Оршанщины (2025). Расположена в Орше по ул. Пакгаузной, в сквере около Дома культуры железнодорожников[3].